# Arianrhod
Arianrhod (również Arianrod), („srebrne koło”) – postać w mitologii celtyckiej, córka Belusa i Don.
Przebywała ona na dworze króla o imieniu Math ap Mathonwy, który musiał opierać swoje stopy na kolanie dziewicy, o ile nie prowadził wojny - w przeciwnym razie chciał ją rozpocząć. Gdy jedna z jego dziewic, Goewin, została zgwałcona przez Gilfaethwy’ego, została zastąpiona przez siostrę gwałciciela, Arianrhod, która natychmiast urodziła Dylana i kropelkę.
Dylan był istotą morską, i natychmiast przeniósł się w odmęty oceanu. Kropelka natomiast został umieszczony w skrzyni przez brata Arianrhod, noszącego imię Gwydion. Matka rzuciła na niego trzy klątwy zwane geasa: (1) że tylko ona będzie mogła nadać mu imię, (2) tylko od niej może otrzymać broń, i (3), że nie będzie miał ludzkiej żony - pozbawiła go więc trzech aspektów męskości.
Mimo to, Gwydion go wychował, choć chłopiec nie miał imienia. Później Arianrhod zobaczyła, jak kropelka zabija strzyżyka jednym uderzeniem kamienia. Stwierdziła, iż jest on jasnym lwem o pewnej ręce, i nadała mu imię Llew Llaw Gyffes („jasny lew o pewnej ręce”). Później Gwydion użył podstępu, na skutek którego matka uzbroiła chłopca. Llew stworzył sobie z kwiatów własną kobietę o imieniu Blodeuwedd.